# Elephantomyia (Elephantomyia) laetifica
Elephantomyia (Elephantomyia) laetifica is een tweevleugelige uit de familie steltmuggen (Limoniidae). De soort komt voor in het Afrotropisch gebied.